# Єзер (Васлуй)
Єзер (рум. Iezer) — село у повіті Васлуй в Румунії. Входить до складу комуни Пуєшть.
Село розташоване на відстані 246 км на північний схід від Бухареста, 29 км на південний захід від Васлуя, 82 км на південь від Ясс, 116 км на північ від Галаца.

## Населення
За даними перепису населення 2002 року у селі проживали 311 осіб, усі — румуни. Усі жителі села рідною мовою назвали румунську.